# Hrabstwo Scott (Kentucky)

Piramida wieku hrabstwa

Hrabstwo Scott – hrabstwo w USA, w stanie Kentucky. Według danych z 2010 roku, hrabstwo zamieszkiwały 47173 osoby. Siedzibą hrabstwa jest Georgetown.

## Miasta
- Corinth
- Georgetown
- Sadieville
- Stamping Ground